# 陈燕麟
陈燕麟（1939年3月18日—2018年1月20日），出生于北京市，中华人民共和国政治人物。

## 生平
1964年9月参加工作，1978年12月，加入中国共产党。历任浙江省丽水地区中级人民法院书记员、副科长、庭长，浙江省人民检察院丽水分院副检察长。1986年1月，调入最高人民检察院工作，后担任监所检察厅副厅长，曾查处吴贤成贪污案。1999年5月退休。2018年1月20日在北京逝世，享年78岁。